# Santiago Valencia
Santiago Valencia González (Bogotá, 6 de junio de 1983) es un abogado y político colombiano. 
Valencia realizó sus estudios como bachiller en el Gimnasio Moderno de Bogotá. Es abogado de la Universidad Sergio Arboleda, con especialización en Derecho Administrativo del mismo claustro universitario,  y  Magíster en Análisis Económico del Derecho de la Universidad Complutense de Madrid. Su trayectoria la ha enfocado en el derecho público, constitucional, administrativo, internacional y conexos.
A lo largo de su vida laboral se ha desempeñado como fundador y columnista del periódico Talante, abogado de la firma “Dávila Dávila Asociados", Columnista del diario “El Colombiano”, Asesor jurídico del diario “La Razón” de España, Coordinador equipo web 2.0 de la estrategia digital “Juan Manuel Santos Presidente”, Miembro de la comisión de empalme “Aníbal Gaviria Alcalde” (2012 - 2015), Director Técnico, de la ciudadela Nuevo Occidente Alcaldía de Medellín, Docente universitario en la cátedra de Economía, Globalización y Derecho en la Universidad Autónoma de Medellín, Subsecretario de despacho de la Subsecretaría de Servicio a la Ciudadanía en la Alcaldía de Medellín, Representante a la Cámara por Antioquia en el periodo 2014 -2018 con el aval del partido Centro Democrático; actualmente es Senador de la República de Colombia para el periodo del 2018 - 2022 , Presidente de la Comisión Primera Constitucional del Senado en la legislatura 2019 -2020. y Presidente de la Comisión Legal de Ética y Estatuto del Congresista para la legislatura 2020-2021

## Biografía
Nació en Bogotá el 6 de junio de 1983, es hijo del también abogado y político colombiano Fabio Valencia Cossio y de María Isabel González. Sus hermanos son Juan Camilo, Catalina María y Luis Eduardo. 
Para la época de su nacimiento, el Departamento de Antioquia atravesaba tiempos difíciles en materia de violencia, por lo tanto, su padre, Fabio Valencia Cossio, quien era Representante a la Cámara por Antioquia, decidió trasladar su núcleo familiar a la capital colombiana, por ese motivo, aunque sus raíces son antioqueñas, Santiago nació en Bogotá. Desde pequeño se interesó en la política; participaba en las reuniones  de su padre y lo acompañaba en todas sus giras políticas, reuniones y encuentros por el Departamento de Antioquia. 
Valencia González está casado con la abogada Sandra Castaño con quien tiene un hijo llamado Benjamín Valencia Castaño. 

## Estudios
Valencia se graduó como bachiller del Gimnasio Moderno de Bogotá en el año 2001; estudió Derecho en la Universidad Sergio Arboleda (2009), y se especializó en Derecho Administrativo en la misma universidad (Sergio Arboleda) para el año 2010. Posteriormente en el 2011 realizó un Máster Oficial en Análisis Económico del Derecho en la Universidad Complutense de Madrid.
Valencia Gonzalez es Oficial Profesional de la Reserva de la Fuerza Aérea Colombiana; Además, realizó un curso de actualización de Análisis Económico del Derecho en Harvard University en 2014, un Diplomado en Economía Social y Ecológica de Mercado en la Universidad Miguel de Cervantes, un taller llamado “América Latina, nuestro futuro - Europa, nuestro socio” en la fundación Konrad Adenauer de Perú.
Domina 3 idiomas: Español, Inglés, Italiano, y tiene un nivel medio de Francés.  

## Trayectoria Política
Valencia empezó su vida política a temprana edad como organizador de la marcha de jóvenes por la paz de Colombia en 1999; posteriormente lideró el primer simposio nacional de juventudes “Eduquémonos para la paz” en 2000. Colaboró en eventos culturales, políticos y de cooperación internacional en Beijing, China en 2002. 
Fue miembro de Nuevas Generaciones del Partido Conservador Colombiano desde 2004 hasta 2012. Fue colaborador en la campaña del exsenador de la República Alfonso Núñez Lapeira, y director político de Jóvenes Campaña de Reelección Álvaro Uribe presidente. En 2007 fue investigador del “Observatorio de la Ley de Justicia y Paz”.
En mayo del 2010 fue coordinador del equipo web 2.0 en la estrategia digital Juan Manuel Santos Presidente y colaborador en la campaña del Candidato al Senado de la República Carlos Mario Montoya. Para el año 2011 fue miembro de la comisión de empalme de Aníbal Gaviria para la Alcaldía de Medellín. 
En el año 2013 se desempeñó como Subsecretario de Despacho en la Subsecretaría de Servicio a la Ciudadanía en la Alcaldía de Medellín.

## Representante a la Cámara por Antioquia
Fue elegido Representante a la Cámara por Antioquia con el aval del partido Centro Democrático para las elecciones 2014 -2018 ocupando el segundo lugar de la lista del partido  la cual obtuvo 350.996 votos. Durante este periodo se destacan las siguientes gestiones:
- En 2017 realizó debate de control político sobre la responsabilidad del Estado en las políticas penitenciarias y carcelarias.[10]

- En 2016 fue coautor y ponente del Código Nacional de Policía y Convivencia.[10]

- En 2015 realizó un debate de control político para discutir la falta de una política eficaz en la lucha contra las drogas.[10]

- En 2018 fue coautor del proyecto de ley número 301 de 2018 Cámara, “por medio de la cual se crea la Política para Prevenir la Pérdida y el Desperdicio de Alimentos y se dictan otras disposiciones”[10]

- En 2017 fue Ponente en el Proyecto de ley número 71 de 2017 Cámara  "Por medio de la cual se delega al Programa Presidencial para el Sistema Nacional de Juventud. Colombia Joven, la integración funcional del sistema en la garantía de derechos a los y las adolescentes embarazadas. [Garantía de derechos a adolescentes en embarazo]"[10]

## Senador de la República
En el año 2018, para las elecciones legislativas recibió 36.978 votos con los que logró su curul como Senador de la República de Colombia con el partido Centro Democrático para el periodo 2018- 2022. Durante la legislatura  2019 - 2020 Valencia obtuvo 15 de 21 votos para la elección de Presidente de la Comisión Primera Constitucional del Senado tiempo en el que ha  logrado aprobar las siguientes leyes. 
- Acto legislativo 02 del 15 de julio de 2019 “Por medio del cual se adiciona un inciso y un parágrafo al numeral 17 del artículo 150 de la Constitución Política” (Delitos de narcotráfico no conexos con delitos políticos)[11]

- Acto legislativo 04 del 18 de septiembre de 2019 “Por medio del cual se reforma el régimen de control fiscal”[11]

- Acto legislativo 05 del 26 de diciembre de 2019 “Por el cual se modifica el artículo 361 de la Constitución Política y se dictan otras disposiciones sobre el régimen de regalías y compensaciones”[11]

- Proyecto de Ley 78 de 2018 "Por la cual se transforma el Departamento Administrativo del deporte, la recreación, la actividad física y el aprovechamiento del tiempo libre – Coldeportes en el Ministerio del Deporte. [Ministerio del Deporte]"[11]